# Eyjeaux
Eyjeaux est une commune française située dans le département de la Haute-Vienne en région Nouvelle-Aquitaine.

## Géographie

### Localisation

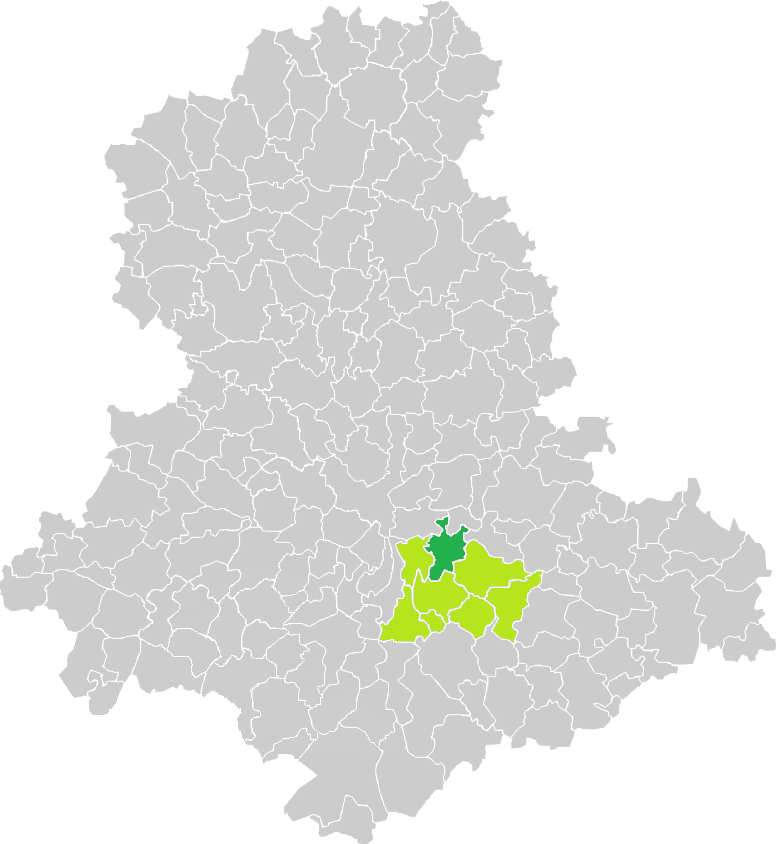
Situation de la commune de Eyjeaux en Haute-Vienne.

Implantée sur les premiers contreforts ouest du Massif central, Eyjeaux est située à 11,9 km au sud-est de Limoges.
Le territoire communal s'étend sur 24,23 km2.

### Communes limitrophes
Les communes limitrophes sont Aureil, Boisseuil, Feytiat, La Geneytouse, Saint-Hilaire-Bonneval et Saint-Paul.
| Feytiat   | Aureil                 | La Geneytouse |
| Boisseuil | Eyjeaux                | Saint-Paul    |
|           | Saint-Hilaire-Bonneval |               |

### Géologie et relief

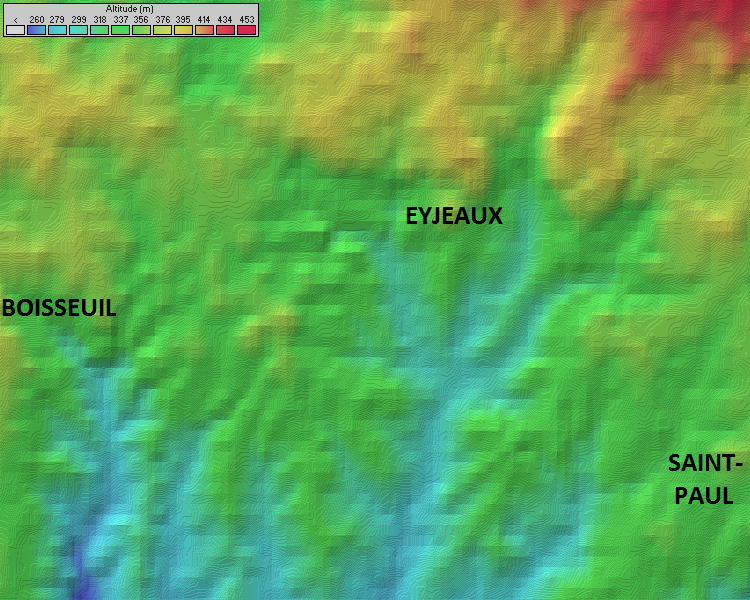
Topographie d'Eyjeaux.

Le territoire géographique d'Eyjeaux est situé sur la branche sud de la chaîne hercynienne constituant les contreforts ouest du Massif central.
Cet orogène de 8 000 km de long et 1 000 de large, né de la formation de la Pangée par collision du Gondwana et du Laurussia-Baltica, est à l'origine du Massif central.
Sous l'ère Paléozoïque (éon Phanérozoïque), de la fin du Silurien au début du Permien, l'évolution géologique liée à l'orogenèse hercynienne a donné au sous-sol de Limoges une structure en nappes de charriage empilées associée à plusieurs générations de granitoïdes. Il en résulte un socle support de roches métamorphiques granitiques du Précambrien fait de gneiss et de granite d'anatexie et constituant une unité ophiolitique formée de péridotites serpentinisées associées à des métagabbros.
Le territoire s'étend sur une superficie de 24,2 km2. Son altitude varie de 260 mètres près des lieux-dits Lauterie et Fraisseix à 453 mètres, au Tuquet du Breuil, au nord de la commune.
Par ailleurs, la sismicité est faible. Le dernier séisme ressenti dans la commune, d'une intensité de IV sur l'échelle Medvedev-Sponheuer-Karnik, a eu lieu le 8 septembre 1976.

### Hydrographie
Eyjeaux, située dans la vallée de la Valoine, présente une hydrographie assez homogène, avec une humidité importante dans certaines zones.
De nombreux cours d'eau traversent la commune et ses environs comme le Bouloux ou encore de nombreux petits ruisseaux se jetant soit dans le Bouloux, soit plus loin, dans la Roselle. Ces derniers donnent naissance à une dizaine de petits étangs dans les lieux-dits de la commune[réf. souhaitée].

### Climat
Pour des articles plus généraux, voir Climat de la Nouvelle-Aquitaine et Climat de la Haute-Vienne.
Historiquement, la commune est exposée à un climat océanique limousin.  
En 2020, Météo-France publie une typologie des climats de la France métropolitaine dans laquelle la commune est dans une zone de transition entre le climat océanique altéré et le climat de montagne et est dans la région climatique Ouest et nord-ouest du Massif Central, caractérisée par une pluviométrie annuelle de 900 à 1 500 mm, maximale en automne et en hiver.
Pour la période 1971-2000, la température annuelle moyenne est de 11 °C, avec une amplitude thermique annuelle de 14,8 °C. Le cumul annuel moyen de précipitations est de 1 103 mm, avec 13,7 jours de précipitations en janvier et 8,1 jours en juillet. Pour la période 1991-2020, la température moyenne annuelle observée sur la station météorologique la plus proche, située sur la commune de Limoges à 13,68 km à vol d'oiseau, est de 11,8 °C et le cumul annuel moyen de précipitations est de 1 018,0 mm,. Pour l'avenir, les paramètres climatiques de la commune estimés pour 2050 selon différents scénarios d'émission de gaz à effet de serre sont consultables sur un site dédié publié par Météo-France en novembre 2022.

### Voies de communication et transports

#### Voies routières
Le bourg d'Eyjeaux constitue un carrefour routier important rassemblant quatre départementales :
- D 65 : route de Solignac à Saint-Léonard-de-Noblat ;
- D 98 : route de Limoges à Eyjeaux ;
- D 12 : route de Limoges à Mauriac ;
- D 44 : route de Pierre-Buffière à Saint-Sulpice-les-Feuilles.

La D 979, axe important reliant Limoges à Eymoutiers, traverse également Eyjeaux dans sa partie nord.

#### Transports ferroviaires
Eyjeaux, au milieu du XXe siècle, était traversée par la ligne 5 des chemins de fer départementaux de la Haute-Vienne (CDHV), allant de Limoges à Peyrat-le-Château.
La gare, située au-dessus du bourg (au bord de la D 12), existe toujours mais n'est plus en activité depuis de nombreuses années. En 2011, elle fut achetée par la mairie.

#### Transports en commun
Eyjeaux est desservie par deux lignes de bus et un service télobus.
La société de transports en commun de Limoges Métropole (STCL), dessert la commune par la ligne 31 de bus de Limoges et pendant un an la ligne EX2: faute de fréquentation, elle a été fermée
Le réseau de transports publics interurbain, « Haute-Vienne en Car », géré par le conseil général de la Haute-Vienne dessert la commune par la ligne 9.

#### Déplacements à pied
Eyjeaux offre de multiples promenades piétonnes au départ du bourg comme le sentier des pêcheries oubliées (16,5 km, balisage jaune). En s'éloignant un peu, de nombreux chemins relient les lieux-dits et permettent d'agréables promenades, comme le chemin de Boisseuil à Saint-Léonard-de-Noblat. Certains de ces chemins permettent de rejoindre la voie de Vézelay, un des chemins du pèlerinage de Saint-Jacques-de-Compostelle, au niveau de Feytiat.

## Urbanisme

### Typologie
Au 1er janvier 2024, Eyjeaux est catégorisée commune rurale à habitat dispersé, selon la nouvelle grille communale de densité à sept niveaux définie par l'Insee en 2022.
Elle est située hors unité urbaine. Par ailleurs la commune fait partie de l'aire d'attraction de Limoges, dont elle est une commune de la couronne,. Cette aire, qui regroupe 127 communes, est catégorisée dans les aires de 200 000 à moins de 700 000 habitants,.

### Occupation des sols
L'occupation des sols de la commune, telle qu'elle ressort de la base de données européenne d’occupation biophysique des sols Corine Land Cover (CLC), est marquée par l'importance des territoires agricoles (79,2 % en 2018), en diminution par rapport à 1990 (80,3 %). La répartition détaillée en 2018 est la suivante : 
prairies (45,5 %), zones agricoles hétérogènes (33,7 %), forêts (19,5 %), zones urbanisées (1,3 %). L'évolution de l’occupation des sols de la commune et de ses infrastructures peut être observée sur les différentes représentations cartographiques du territoire : la carte de Cassini (XVIIIe siècle), la carte d'état-major (1820-1866) et les cartes ou photos aériennes de l'IGN pour la période actuelle (1950 à aujourd'hui).

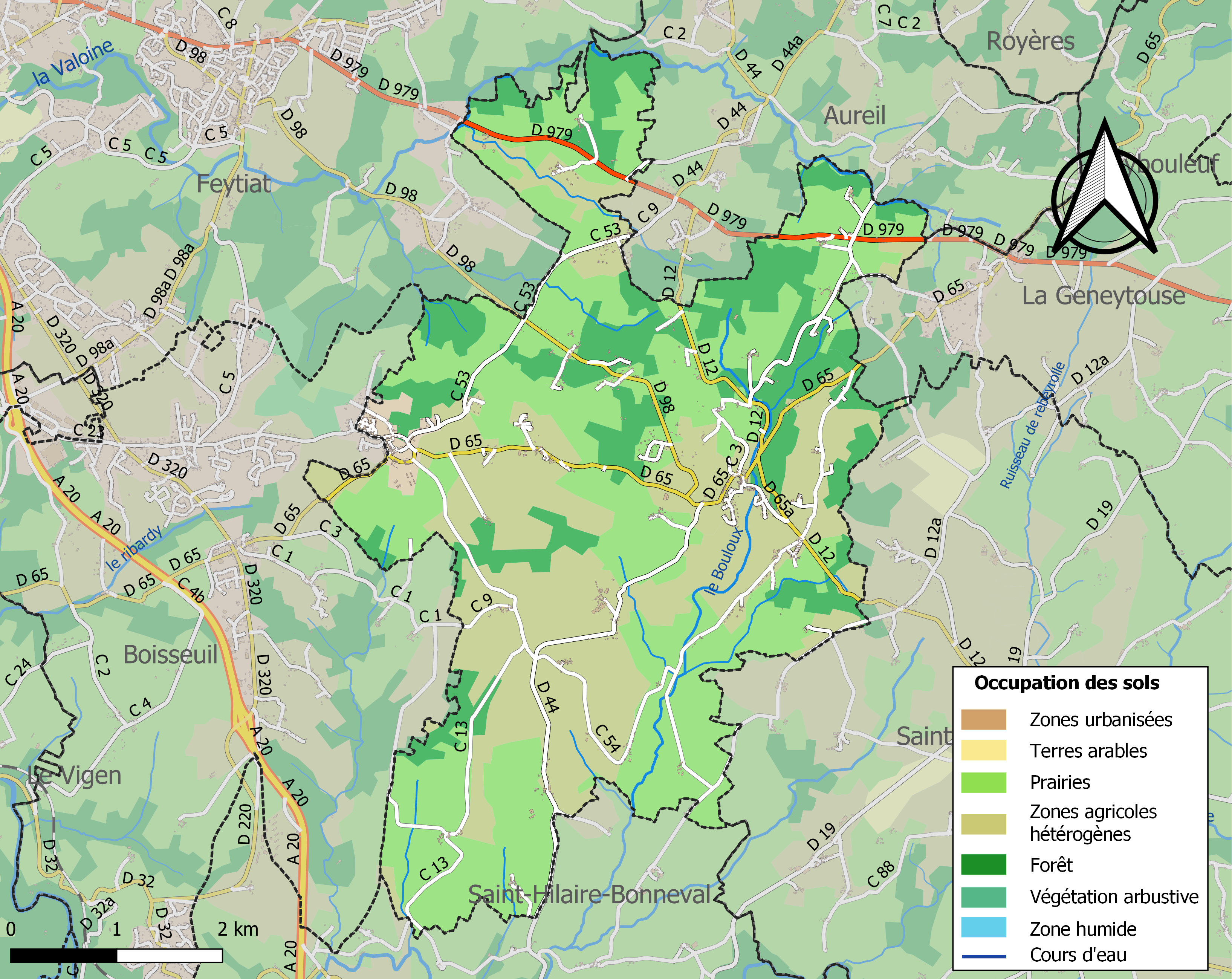
Carte des infrastructures et de l'occupation des sols de la commune en 2018 (CLC).

### Risques majeurs
Le territoire de la commune d'Eyjeaux est vulnérable à différents aléas naturels : météorologiques (tempête, orage, neige, grand froid, canicule ou sécheresse) et séisme (sismicité faible). Il est également exposé à un risque particulier : le risque de radon. Un site publié par le BRGM permet d'évaluer simplement et rapidement les risques d'un bien localisé soit par son adresse soit par le numéro de sa parcelle.

#### Risques naturels

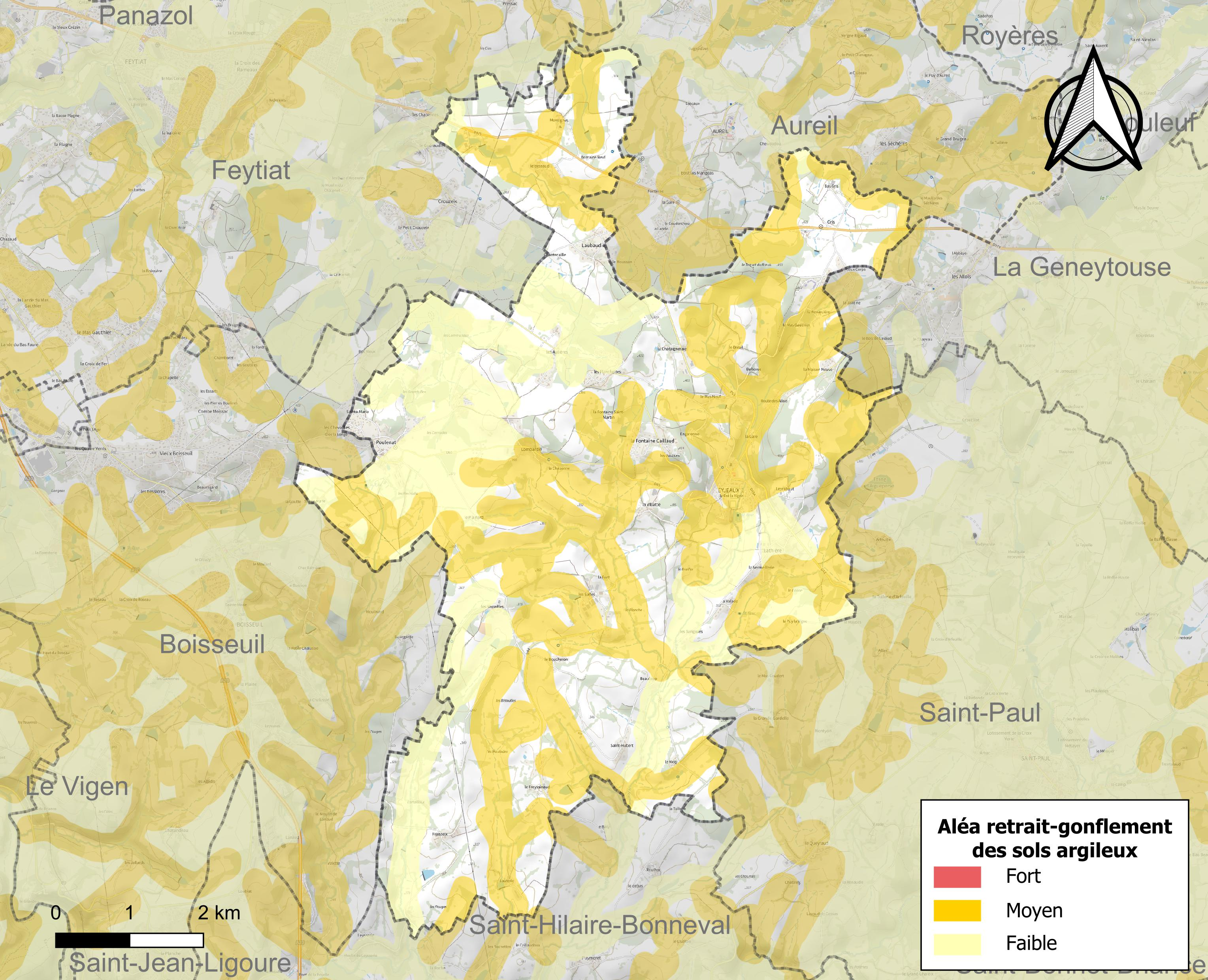
Carte des zones d'aléa retrait-gonflement des sols argileux d'Eyjeaux.

Le retrait-gonflement des sols argileux est susceptible d'engendrer des dommages importants aux bâtiments en cas d’alternance de périodes de sécheresse et de pluie. 42,8 % de la superficie communale est en aléa moyen ou fort (27 % au niveau départemental et 48,5 % au niveau national métropolitain). Depuis le 1er octobre 2020, en application de la loi ÉLAN, différentes contraintes s'imposent aux vendeurs, maîtres d'ouvrages ou constructeurs de biens situés dans une zone classée en aléa moyen ou fort,.
La commune a été reconnue en état de catastrophe naturelle au titre des dommages causés par les inondations et coulées de boue survenues en 1982, 1993 et 1999 et par des mouvements de terrain en 1999.

#### Risque particulier
Dans plusieurs parties du territoire national, le radon, accumulé dans certains logements ou autres locaux, peut constituer une source significative d’exposition de la population aux rayonnements ionisants. Selon la classification de 2018, la commune d'Eyjeaux est classée en zone 3, à savoir zone à potentiel radon significatif.

## Toponymie
La commune a changé de nom plusieurs fois au cours de son histoire.
Vers 1315, le village est transcrit Esgallum dans un texte latin, ce qui signifie la vallée drainée par un cours d'eau et correspond à la situation du bourg.
Pendant la révolution française, en l'an II, la commune fut renommée Eyjaux, puis, en 1801, lors de la publication du Bulletin des lois, la commune prit son nom définitif d'Eyjeaux.
Son nom en limousin est Esjau
, ce qui peut aussi signifier "réjouit".

## Histoire

### Antiquité
Les premières traces d'occupation de la commune témoignent d'un passé riche. En effet, de nombreux vestiges gallo-romains furent retrouvés près du bourg et des lieux-dits Lombardie et la Villatte.
La commune avait pour activité la fabrication de monnaie, puisqu'une monnaie d'or portant le nom de la paroisse fut découverte : Egalo munin Savelo mone.
D'anciennes mines ont également été repérées près du lieudit les Aulières, dont le nom commençant par Au nous indique la présence d'or par le passé.

### Moyen Âge
Le Moyen Âge sera une période sans grand événement pour la commune, qui va néanmoins se développer. En effet, le christianisme va apporter la construction de l'église et autres prieurés, notamment à l'emplacement de l'ancien presbytère du bourg, ainsi qu'aux lieux-dits Poulénat et le Breuil.
La fin du Moyen Âge sera une période plus sombre pour la commune, qui doit faire face aux pillages des routiers et autres brabançons. Ceci n’empêchera néanmoins pas la construction du château d'Eyjeaux par Foulques de Jaunhac.

### Temps modernes et Révolution française
Lors de la Révolution française, la terre d'Eyjeaux appartenait à la famille de Boisse, et ce depuis 1628.
Le 15 messidor an IV (3 juillet 1796), la presbytère d'Eyjeaux (actuellement la mairie), fut vendu en tant que bien national pour la somme de 2 600 francs.

### Époque contemporaine
À partir du XVIIIe siècle, des notables de la région vont s'installer sur la commune, construisant des maisons bourgeoises, surtout dans les lieux-dits. Le bourg est alors constitué d'habitations rassemblées face à l'église.
La commune va connaître une nouvelle activité avec l'installation de deux tuileries, aujourd'hui disparues, et de deux moulins, dont un seul subsiste.
Au milieu du XIXe siècle, le cimetière, alors sur la place de l'église, va être translaté à son emplacement actuel.
Dans la première moitié du XXe siècle, Eyjeaux est un bourg vivant comportant une petite gare ferroviaire ainsi que plusieurs auberges et épiceries, dont on peut encore observer certaines façades dans le bourg, face à l'église.
La Seconde Guerre mondiale va davantage marquer la commune que la Première, notamment à cause de la présence d'un camp d'internement dès 1940 dans la commune voisine de Saint-Paul. La résistance sera alors présente à Eyjeaux et des juifs seront cachés.
L'exode rural de la seconde moitié du XXe siècle va marquer un déclin dans l'histoire de la commune, avec la fermeture de la quasi-totalité de ses commerces, à cause notamment de la proximité des centres commerciaux de Boisseuil et Feytiat.

## Politique et administration

### Liste des maires
| Période   | Période                  | Identité              | Étiquette | Qualité |
| --------- | ------------------------ | --------------------- | --------- | ------- |
| mars 1983 | juin 1988                | Jacques Boyer         | DVG       |         |
| mars 1989 | juin 1995                | Jean-François Bourlet | DVD       |         |
| juin 1995 | mars 2014                | Gérard Picherit       | DVG       |         |
| mars 2014 | En cours (au avril 2014) | Jacques Roux          | DVG       |         |

### Jumelages
Au 1er juillet 2018, Eyjeaux n'est jumelée avec aucune commune.

### Politique environnementale
La politique environnementale d'Eyjeaux est portée par la communauté d’agglomération, Limoges Métropole.
La gestion des déchets produits par les habitants de la commune d'Eyjeaux est une compétence déléguée à la communauté d’agglomération. Par ailleurs, pour les encombrants, chaque habitant d'Eyjeaux peut accéder à la déchèterie de son choix parmi les dix déchèteries communautaires de Limoges Métropole, dont la déchèterie des Cornudes, localisée sur le territoire de la commune, près de Poulenat.

## Population et société

### Démographie

#### Évolution démographique
Affectée par les deux guerres mondiales et l'exode rural du début de la seconde moitié du XXe siècle, la population de la commune d'Eyjeaux connaît, des années 1900 aux années 1970, une baisse significative.
Depuis les années 70 et surtout le passage aux années 2000, une période de hausse de la population s'est amorcée, due au phénomène de périurbanisation.
L'évolution du nombre d'habitants est connue à travers les recensements de la population effectués dans la commune depuis 1793. Pour les communes de moins de 10 000 habitants, une enquête de recensement portant sur toute la population est réalisée tous les cinq ans, les populations de référence des années intermédiaires étant quant à elles estimées par interpolation ou extrapolation. Pour la commune, le premier recensement exhaustif entrant dans le cadre du nouveau dispositif a été réalisé en 2005.

En 2022, la commune comptait 1 335 habitants, en évolution de +2,85 % par rapport à 2016 (Haute-Vienne : −0,68 %, France hors Mayotte : +2,11 %).
| 1793 | 1800 | 1806 | 1821 | 1831 | 1836 | 1841 | 1846 | 1851 |
| ---- | ---- | ---- | ---- | ---- | ---- | ---- | ---- | ---- |
| 804  | 728  | 715  | 818  | 813  | 810  | 840  | 848  | 814  |

| 1856 | 1861 | 1866 | 1872 | 1876 | 1881 | 1886  | 1891  | 1896  |
| ---- | ---- | ---- | ---- | ---- | ---- | ----- | ----- | ----- |
| 849  | 850  | 859  | 871  | 946  | 998  | 1 070 | 1 034 | 1 002 |

| 1901  | 1906 | 1911 | 1921 | 1926 | 1931 | 1936 | 1946 | 1954 |
| ----- | ---- | ---- | ---- | ---- | ---- | ---- | ---- | ---- |
| 1 003 | 951  | 960  | 831  | 891  | 787  | 801  | 802  | 680  |

| 1962 | 1968 | 1975 | 1982 | 1990 | 1999 | 2005  | 2006  | 2010  |
| ---- | ---- | ---- | ---- | ---- | ---- | ----- | ----- | ----- |
| 608  | 587  | 656  | 768  | 828  | 886  | 1 142 | 1 161 | 1 193 |

| 2015  | 2020  | 2022  | - | - | - | - | - | - |
| ----- | ----- | ----- | - | - | - | - | - | - |
| 1 278 | 1 313 | 1 335 | - | - | - | - | - | - |

Ses habitants sont les égaliens et les égaliennes.

#### Pyramide des âges
En 2018, le taux de personnes d'un âge inférieur à 30 ans s'élève à 35,2 %, soit au-dessus de la moyenne départementale (32,0 %). À l'inverse, le taux de personnes d'âge supérieur à 60 ans est de 20,8 % la même année, alors qu'il est de 31,4 % au niveau départemental.
En 2018, la commune comptait 685 hommes pour 634 femmes, soit un taux de 51,93 % d'hommes, largement supérieur au taux départemental (47,63 %).
Les pyramides des âges de la commune et du département s'établissent comme suit.
| Hommes | Classe d’âge | Femmes |
| ------ | ------------ | ------ |
| 0,1    | 90 ou +      | 0,3    |
| 4,5    | 75-89 ans    | 4,4    |
| 15,9   | 60-74 ans    | 16,3   |
| 21,4   | 45-59 ans    | 20,6   |
| 21,6   | 30-44 ans    | 24,5   |
| 13,1   | 15-29 ans    | 10,6   |
| 23,3   | 0-14 ans     | 23,3   |

| Hommes | Classe d’âge | Femmes |
| ------ | ------------ | ------ |
| 1,1    | 90 ou +      | 2,7    |
| 8,9    | 75-89 ans    | 11,8   |
| 19,6   | 60-74 ans    | 20,2   |
| 20,2   | 45-59 ans    | 19,3   |
| 16,9   | 30-44 ans    | 15,8   |
| 17,2   | 15-29 ans    | 16,2   |
| 16,1   | 0-14 ans     | 14,1   |

### Enseignement
La commune d'Eyjeaux fait partie de l'académie de Limoges, située dans la zone A pour son calendrier de vacances scolaires.
Elle administre une école primaire constituée de 8 classes (2 classes de maternelles, 5 classes élémentaires et une Unité Local d'Inclusion Scolaire) représentant un effectif de l'ordre de 161 élèves à la rentrée 2019.
Suivant le principe de la carte scolaire, les enfants scolarisés dans la commune poursuivront leurs études au collège de Pierre-Buffière puis au lycée Gay-Lussac de Limoges ou au lycée Raoul Dautry à partir de la rentrée de septembre 2017.

### Santé
La commune d'Eyjeaux ne dispose pas de professionnel de santé sur son territoire. Les médecins généralistes les plus proches exercent à Feytiat et Boisseuil. Les hôpitaux les plus proches sont le centre hospitalier régional universitaire de Limoges et le centre hospitalier intercommunal Monts-et-Barrages à Saint-Leonard-de-Noblat.
L'institut médico-éducatif René-Bonnefond prend en charge les enfants et adolescents atteints de handicap mental. Il s'agit de l'un des trois centres de ce genre en Haute-Vienne. L'école communal dispose également d'une ULIS, ex-CLIS.

### Sports
En ce qui concerne les équipements sportifs, la commune est équipée d’un stade (stade Jacques-Boyer), situé dans le bourg, ainsi que d'un dojo dans la salle des fêtes (dite de la Grange).
Plusieurs associations sportives existent: le judo club d'Eyjeaux, l'US Aureil-Eyjeaux, Gym' Tonic et l'association de pétanque.
Eyjeaux est chaque année le lieu d’un cross, la nocturne des trois Limousines, depuis 2007. Il existe trois variantes dont deux passant par la commune et une dont elle est le lieu de départ. L'édition 2014 a rassemblé presque 400 coureurs.
Traditionnellement, le Tour du Limousin cycliste, qui se déroule durant la deuxième quinzaine d’août, passe par la commune d'Eyjeaux.

### Cultes
La commune possède une église catholique, l'église de l'Ordination-de-Saint-Martin-de-Tours.
Elle fait partie de la paroisse Saint-Jean-Baptiste, elle-même membre du diocèse de Limoges.

### Manifestations culturelles et festivités
Depuis 2003, les Dingomobiles d'Eyjeaux, une course de caisse à savon, a lieu chaque année le premier week-end de juillet, cet événement annuel est organisé par le Comité des Loisirs d'Eyjeaux. Le Comité des Loisirs d'Eyjeaux a proposé aux habitants de la commune fin aout 2017 : une journée sportive suivi d'une soirée cinéma en plein air. (https://comiteloisirseyjeaux.wordpress.com)
Deux marchés sont organisés : le marché des plantations le deuxième dimanche de mai et le marché de la Saint-Martin le deuxième dimanche de novembre.

## Économie

### Revenus et fiscalité
En 2011, le revenu fiscal médian par ménage était de 37 125 € à Eyjeaux.

### Emploi
Les deux tableaux ci-dessous présentent les chiffres-clés de l'emploi à Eyjeaux et leur évolution sur les douze dernières années, :
|                               | Eyjeaux 2011 | Eyjeaux 2006 | Eyjeaux 1999 |
| ----------------------------- | ------------ | ------------ | ------------ |
| Population de 15 à 64 ans     | 797          | 784          | 608          |
| Actifs (en %)                 | 79,2         | 79,2         | 78,5         |
| dont :                        |              |              |              |
| Actifs ayant un emploi (en %) | 75,1         | 75,7         | 72,7         |
| Chômeurs (en %)               | 4,2          | 3,5          | 5,4          |

|                                      | Eyjeaux 2011 | Eyjeaux 2006 | Eyjeaux 1999 |
| ------------------------------------ | ------------ | ------------ | ------------ |
| Nombre d'emplois dans la zone        | 186          | 185          | 149          |
| Indicateur de concentration d'emploi | 31,0         | 31,0         | 33,6         |

Sur douze ans, la population active d'Eyjeaux a augmenté d'environ 33 %, et le taux d'emploi de cette population active a légèrement augmenté ; le chômage, à un niveau faible en 1999, diminue en 2006 avant de progresser légèrement en 2011 et s'établir à près de 4 % de la population active communale. Le nombre d'emplois dans la zone a augmenté de manière importante (+ 25 % environ) ; bien davantage que le nombre d'actifs (+ 3,2 %) ; l'indicateur de concentration d'emploi recule (- 8,4 %) et reste très faible en valeur absolue: 186 emplois proposés pour 797 actifs.
En 2011, les actifs résidant à Eyjeaux travaillent en majorité dans une autre commune du département (86,4 %), voire hors du département (6 %) ou même de la région pour 5 % d'entre eux. Ils ne sont que 13,6 % à travailler sur place, et cette valeur est en baisse par rapport à 2006.

### Entreprises et commerces
Le tableau ci-dessous détaille le nombre d'entreprises implantées à Eyjeaux selon leur secteur d'activité.
|                                                                 | Nombre d’établissements concernés |
| --------------------------------------------------------------- | --------------------------------- |
| TOTAL                                                           | 65                                |
| Agriculture                                                     | 24                                |
| Industrie                                                       | 3                                 |
| Construction                                                    | 7                                 |
| Commerce, transport et services divers                          | 25                                |
| Administration publique, enseignement, santé, et action sociale | 6                                 |

Sur les 65 entreprises recensées à Eyjeaux au 31 décembre 2011, 52 n'emploient aucun salarié et 10 ont un effectif compris entre 1 et 9 salariés; cependant, deux entreprises emploient entre 10 et 19 salariés et une 50 salariés et plus.
En 2012 et 2013, huit entreprises ont été créées à Eyjeaux, dont une dans le domaine de l'administration publique, de l'enseignement, de la santé, et de l'action sociale, deux dans le domaine de la construction et cinq dans celui du commerce, des transports et des services divers,.

## Culture locale et patrimoine

### Lieux et monuments
- Église d'Eyjeaux[51] (XIIe siècle et XVe siècle), avec clocher-mur : d'origine romane, elle fut revoûtée à l'époque gothique. L'édifice a été inscrit au titre des monuments historique en 1926[52].
- Château[53] (XVe siècle) : demeure de plaisance avec quatre tourelles aux angles, édifiée en 1441 par Foulques de Jaunhac.
- Moulin du XIXe siècle, actuellement en ruine, près du château d'Eyjeaux.
- La croix des rameaux, face au cimetière (une croix limousine).
- Château des Nouailles, remanié à la fin du XIXe siècle[54].
- Château de Montignac, possédant des éléments de style néo-gothique[54], où existait une ancienne chapelle rurale rebâtie puis bénie en 1624 par l’évêque de Limoges[33].
- Château et chapelle de Fraisseix[33].
- Château de Vicq, anciennement propriété d'Anatole Barbou des Courières[54].
- Château de Leyraout.
- Grotte de Notre-Dame-de-Lourdes à Leyraout[Mairie 6].
- Prieuré du Breuil (XIIe siècle), sous le patronage de saint Gilles ; à l'origine une dépendance du prieuré d'Aureil[33].
- Verger conservatoire communal d’anciennes variétés de pommes de la Haute-Vienne planté en 1998. Il comporte 36 anciennes variétés locales rustiques, résistantes aux maladies et de bonne conservation.

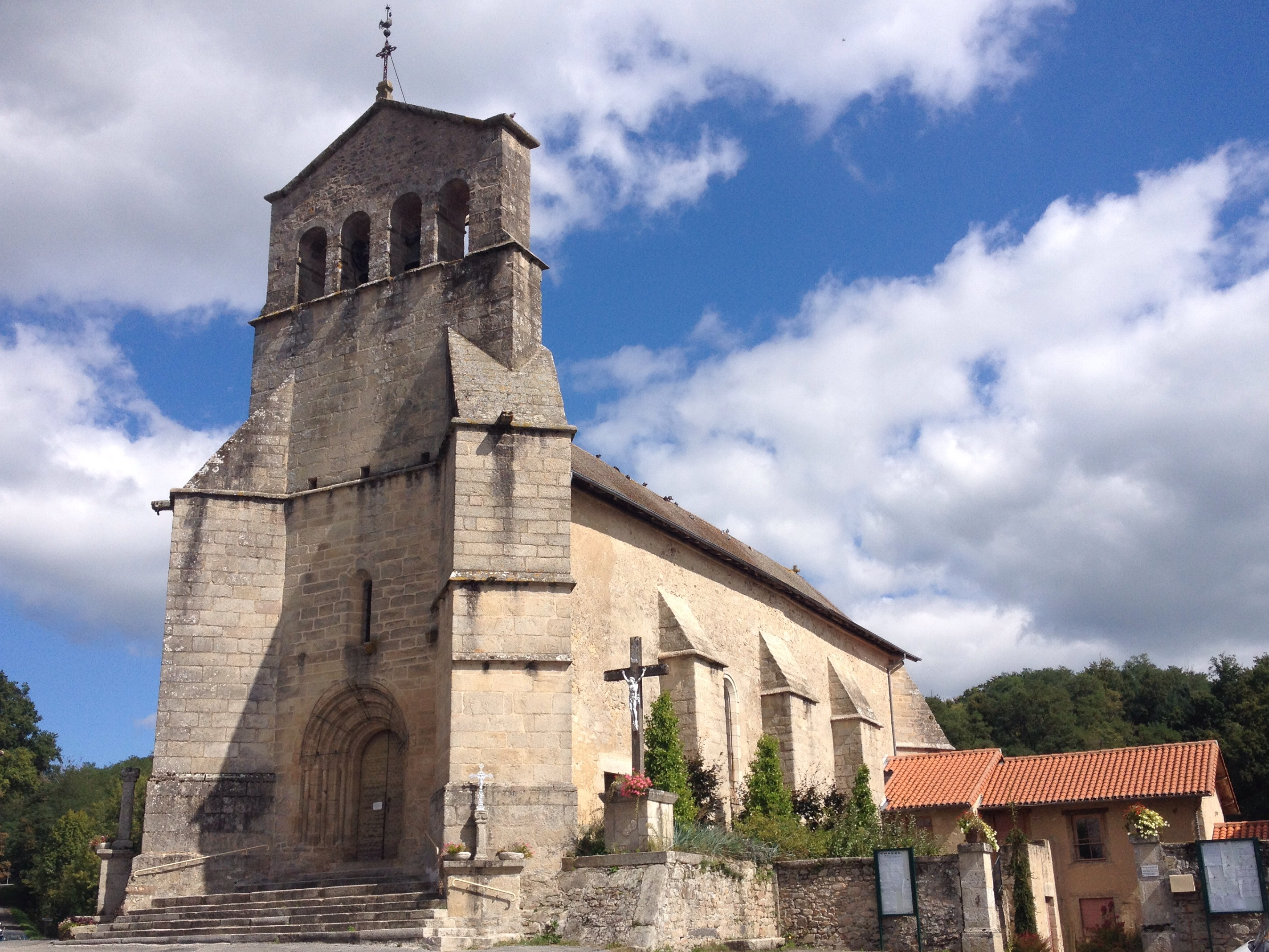
L'église.
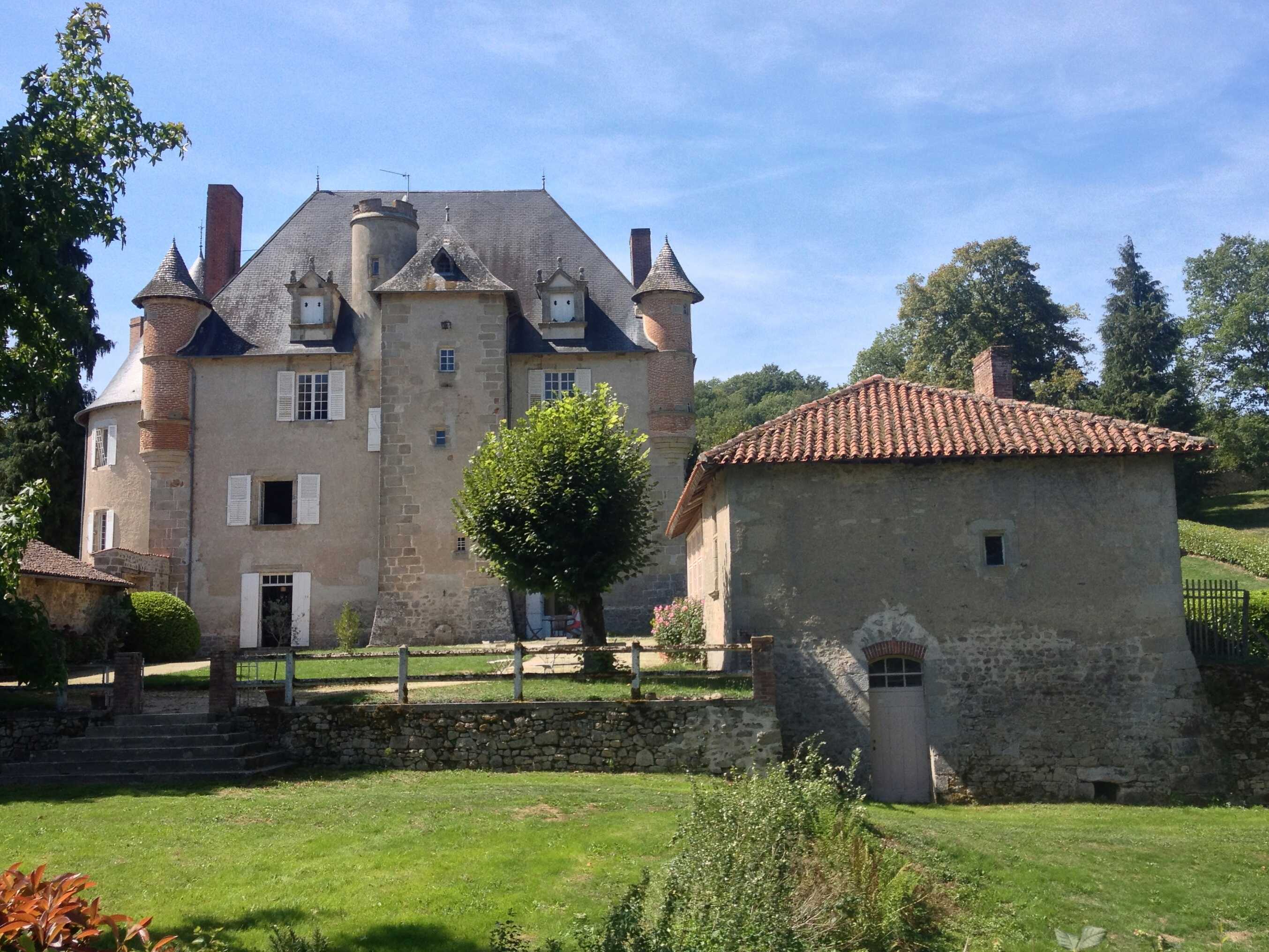
Le château.
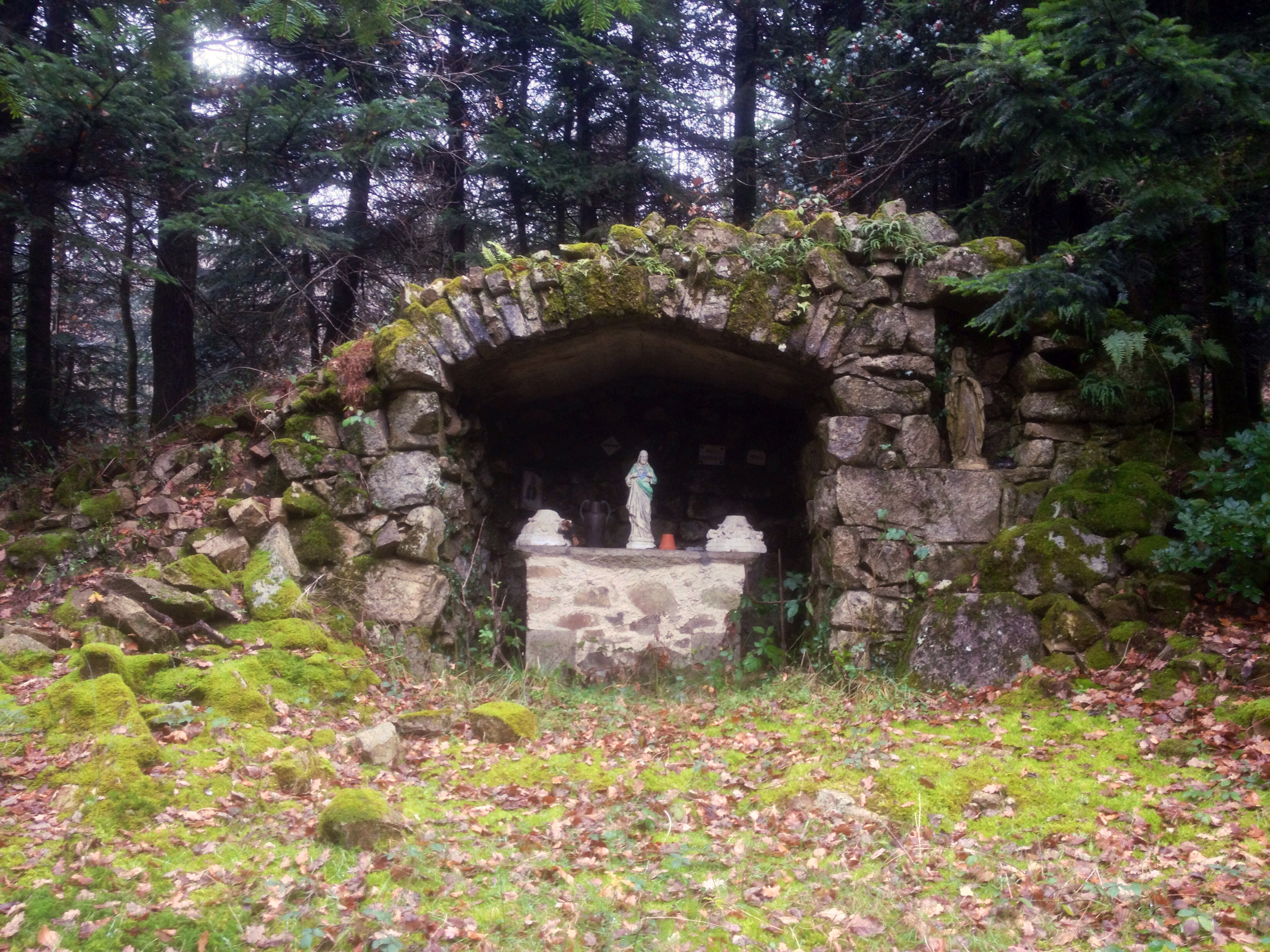
La grotte de Notre-Dame-de-Lourdes.
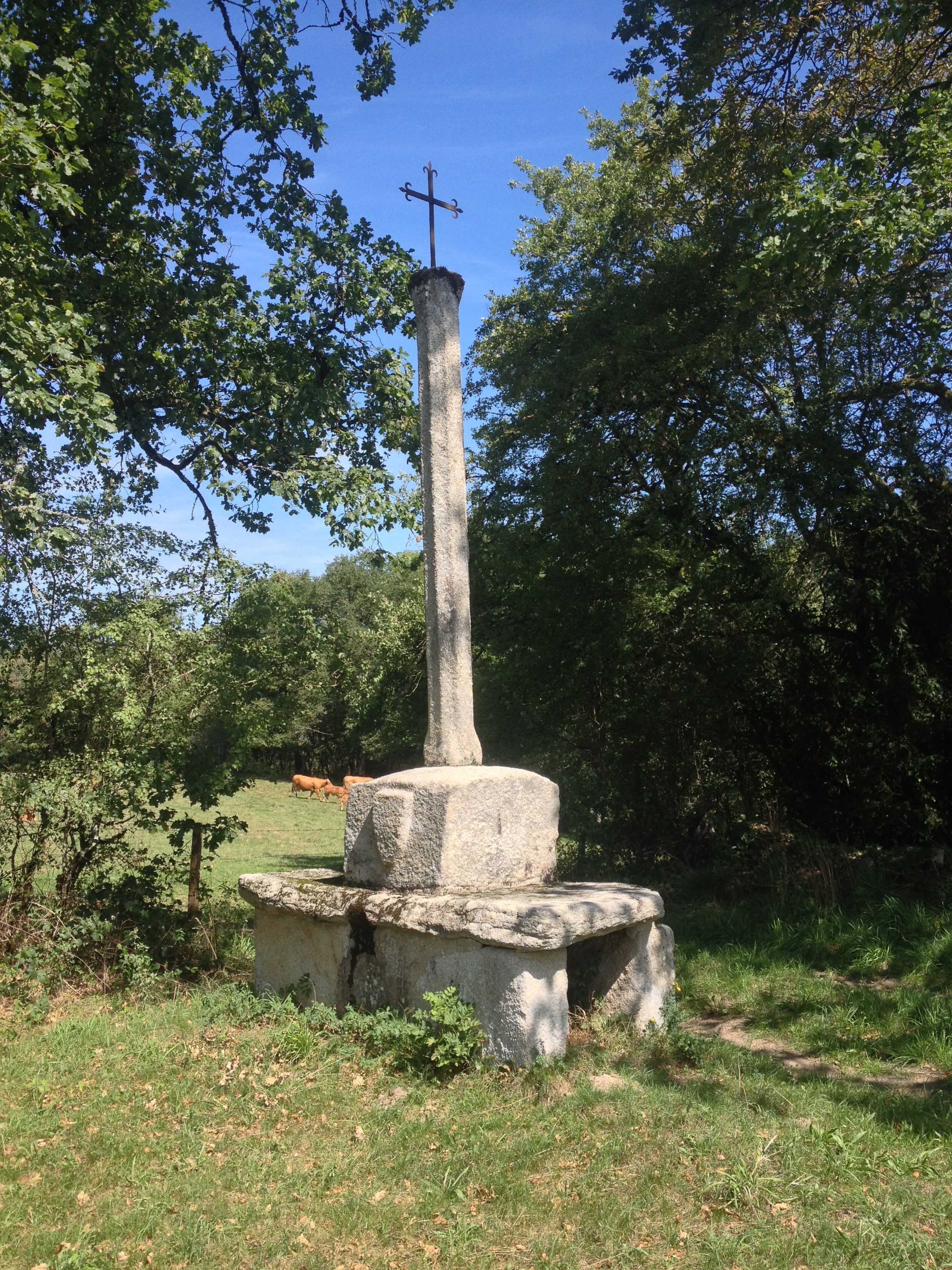
La croix des Rameaux.

### Personnalités liées à la commune
- Gabriel Barbou des Courières (1892-1980), colonel et résistant, officier de la Légion d'honneur[Note 5].
- Antoine Cave (1772-?), soldat dans la deuxième division d'artillerie pendant la bataille d'Auerstaedt, chevalier de la Légion d'honneur.
- Jean Augustin Léonétou (1882-1915), poète[55].
- Georges Fourest (1864-1945), poète.
- Pierre Guise (1892-1966), adjudant-chef, chevalier de la Légion d'honneur.

## Pour approfondir